# Nikolai Astrup (politiker)
Nikolai Eivindssøn Astrup, född 12 juni 1978 i Oslo, är en norsk politiker inom Høyre som var kommun- och moderniseringsminister i Erna Solbergs regering från 24 januari 2020 till 14 oktober 2021. Den 17 januari 2018 tillträdde han som minister i Regeringen Solberg, först som utvecklingsminister, därefter Norges förste digitaliseringsminister från 22 januari 2019, och därefter kommun- och moderniseringsminister ett år senare. Han ansvarar också för att samordna Norges uppföljning av FN:s globala mål.